# Historia Korei
Najstarsze dowody archeologiczne znalezione w prowincjach Hamgyŏng Północny, P’yŏngan Południowy, Gyeonggi oraz Chungcheong Północny i Chungcheong Południowy pokazują, że teren Półwyspu Koreańskiego ludzie zamieszkiwali już w paleolicie. Znalezione przedmioty podobne są do tych odkrytych w Mandżurii i Mongolii a także porównuje się je do kamiennych, drewnianych, a także wykonanych z kości narzędzi używanych przez północnoamerykańskie plemiona indiańskie.

## Okres Dawnego Joseon (Gojoseon)
Z dawnych, klasycznych legend koreańskich można wyczytać, że pierwsze państwo, Gojoseon (고조선; 古朝鮮), założone zostało w 2333 p.n.e. przez Tanguna, syna Króla Niebios (Hwanunga) i ziemskiej kobiety, w południowej Mandżurii w dorzeczu rzek Liao He i Taedong-gang. Gojoseon uważane jest za pierwsze królestwo koreańskie. Pierwotnie nazwa brzmiała Joseon („Ziemia Porannej Ciszy”), lecz w późniejszym okresie historycy zaczęli nazywać ten okres Gojoseon lub Dawny Joseon w celu odróżnienia go od późniejszych Wiman Joseon i Gija Joseon. W roku 1122 p.n.e. chiński banita Jizi (Gija) poprowadził 5000 oddanych mu ludzi do górzystego półwyspu i założył królestwo zwane Gija Joseon. W późniejszym okresie królestwo to, podbite przez Wimana, zmieniło nazwę na Wiman Joseon i przetrwało do roku 108 p.n.e. Obecnie wszystkie te trzy okresy uznaje się za jeden: Gojoseon, w odróżnieniu od późniejszego królestwa Joseon.

## Różne mniejsze państwa
Po upadku Gojoseon na terenie Mandżurii i Półwyspu Koreańskiego powstało wiele małych państw. Na wschodnim wybrzeżu dzisiejszej Korei Północnej powstały Okjeo i Tongye, a w Mandżurii Buyeo i Goguryeo. W późniejszym okresie Okjeo, Tongye i Buyeo podbite zostały przez Goguryeo. W południowej części półwyspu istniały trzy konfederacje państw: Mahan, Jinhan i Byeonhan. Na podstawie Księgi Późniejszych Hanów przyjmuje się, że Mahan tworzyły 54 państwa, a Jinhan i Byeonhan po 14. Wśród tych państw w potęgę urosły Baekje w Mahanie i Silla w Jinhanie, a następnie stopniowo państwa te wchłonęły/podbiły pozostałe ziemie swych konfederacji. Byeonhan zmienił się w konfederację państw Gaya.

## Pod chińskim panowaniem
Po zwycięstwie cesarza Wu z dynastii Han nad państwem Wiman Joseon (108 p.n.e.) podzielono podbity kraj na cztery części: Lelang (樂浪, kor. Nangnang), Xuantu (玄菟, kor.: Hyeonto), Zhenfan (真番, kor.: Jinbeon) oraz Lintun (臨屯, kor.: Imdun). Niektóre źródła (jak np.: ) utrzymują, że istniała jeszcze piąta część zwana Canghai (滄海, kor.: Changhae). Administracje tych części trzymały militarną kontrolę nad dużą częścią Mandżurii oraz częścią północnej Korei. Niedługo po ustanowieniu tych części zostały one podbite przez konfederację królestw Mahan oraz Jinhan. W 82 p.n.e. zdobyto Zhenfan oraz Lintun, w 75 p.n.e. Xuantu. Przetrwała tylko część Lelang. Po upadku dynastii Han część obszarów kontrolowanych wcześniej przez Chińczyków oraz część południowej Mandżurii początkowo rządzona była przez klan Gongsun, następnie podbita przez królestwo Wei. Podczas panowania dynastii Jin Chińczycy byli ciągle obecni, ale ze względu na to, że militarnie dynastia ta była słaba, kontrolę nad obszarem przejęli Xianbei, protomongolscy nomadowie, tworząc swoje własne królestwo Yan. W 313 n.e. Goguryeo podbiło Lelang, czym zakończyło okres bezpośrednich rządów chińskich nad tą częścią Mandżurii. Goguryeo wyrastało na wielką potęgę militarną i gospodarczą tego obszaru.
We wszystkich częściach dowodzonych przez Chińczyków zaznaczył się wyraźnie wpływ bogatej kultury chińskiej. W szczególności wprowadzili oni szkoły konfucjańskie oraz pismo znakowe. Goguryeo wprowadziło pierwsze koreańskie szkoły konfucjańskie w IV w.

## Trzy Królestwa
Zob. Trzy Królestwa Korei

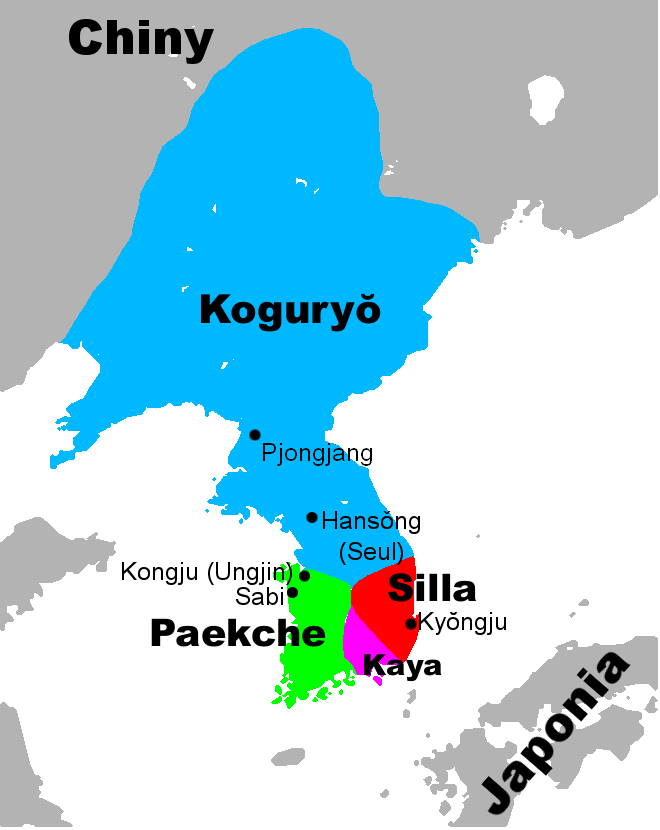
Mapa Trzech Królestw Korei pod koniec V wieku

Trzy Królestwa Korei stanowiły Goguryeo (Koguryŏ), Baekje (Paekche) oraz Silla. Do 562 roku istniała jeszcze Gaya (Kaya), konfederacja sześciu państw zajmująca obszar wzdłuż większej części rzeki Naktong-gang. W 562 roku podbita została przez Sillę. Goguryeo zostało założone w roku 37 p.n.e. w południowej Mandżurii, a następnie rozszerzyło swe wpływy na teren Korei Północnej, zajmując tereny chińskiego okręgu w okolicach Pjongjangu w IV w. Królestwo przeżywało pełnię swojego rozkwitu w V w., kiedy okupowało Równiny Liaodong w Mandżurii i obszar dzisiejszego Seulu. W czasie panowania dynastii Sui w Chinach królestwo doświadczyło wielu ataków wojsk chińskich, co spowodowało znaczne osłabienie państwa. W 668 roku Goguryeo zostało podbite przez zjednoczone siły Silli i chińskiej dynastii Tang. Powstanie Baekje jest dyskutowane, wiadomo, że to królestwo, jak i Goguryeo, miały to samo podłoże językowe i etniczne oraz że zostało założone w południowo-zachodniej części Półwyspu Koreańskiego ze stolicą w Seulu przed IV w. Królestwo przeniosło swoją stolicę najpierw do Kongju, a następnie do Sabi (dziś to powiat Buyeo w prowincji Chungcheong Południowy w Korei Południowej). Wraz z nawiązaniem kontaktów z chińskimi południowymi dynastiami przenikała bogata kultura chińska. Baekje wywierało duży wpływ na Japonię, z którą posiadało przyjazne stosunki przez cały okres, wprowadzając tam między innymi buddyzm i pismo znakowe. W roku 660 Baekje zostało podbite przez połączone siły Silli i Tanga. Pozostałości po kulturze królestwa Silla, włączając w to unikatowe wyroby ze złota, pokazują wpływ nomadów z północnych stepów, co odróżnią tę kulturę od Goguryeo czy Baekje, gdzie większy nacisk wywierała kultura chińska. Silla powiększała swoje terytoria poprzez okupację rejonów wzdłuż rzeki Han oraz włączając królestwo Gaya w VI wieku. Goguryeo i Baekje odpowiedziało na to, łącząc swe siły. Aby zabezpieczyć się przed inwazją, Silla pogłębiła swoje stosunki z dynastią Tang. Dzięki temu, że dynastia ta uzyskała dostęp do Morza Żółtego, możliwe stały się częstsze kontakty uskuteczniane głównie droga morską. Dzięki temu sojuszowi Silla podbiła pozostałe dwa królestwa, a po usunięciu wojsk dynastii Tang z półwyspu zajęła tereny na południe od Pjongjangu.

## Okres Balhae i Zjednoczonej Silli
W 660 roku król Munmu z Silli nakazał swym armiom zaatakować Baekje. Generał Kim Yu Shin, wspomagany przez siły Tanga, pobił generała Ge Baeka i zajął Baekje. W 661 roku ruszył na Goguryeo, ale został pokonany. Król Munmu nakazał generałowi Kimowi zorganizowanie nowej kampanii w roku 667, a w 668 Goguryeo zostaje podbite. Okres od roku 668 do 935 często zwany jest Zjednoczoną Sillą. Państwo Balhae (渤海, chińskie Bóhǎi) powstało z dawnych ziem Goguryeo, a twórcą był Dae Joyeong. Balhae kontrolowało najbardziej na północ wysunięte ziemie Półwyspu Koreańskiego, część Mandżurii (bez półwyspu Liaodong) i rozchodziło się na obszary dzisiejszego rosyjskiego Kraju Nadmorskiego. Państwo to uważało siebie za spadkobiercę Goguryeo. Podkreślano także związki z Imperium Tang (np. poprzez stylizację stolicy). W czasie względnego spokoju i stabilizacji w regionie rozkwitała kultura Balhae, głównie w trakcie długich rządów trzeciego króla Mun Wanga (737–793). Podobnie jak w przypadku kultury Silli, duży wpływ wywierał buddyzm. Jednakże do X w. Balhae, przez uczestnictwo w wielu walkach, uległo osłabieniu i w 926 roku zostało podbite przez kitajską dynastię Liao. Nie zachowały się żadne zapiski z czasów Balhae, także Liao nie pozostawiło żadnych informacji o tym państwie. Część ziem wchłonęło Goryeo, wraz z nimi ludność oraz rodzinę królewską, ale także nie zarejestrowało żadnych historii. Samguk Sagi zawiera informację o Balhae, ale bez wiadomości o władcach. W XVIII wieku historyk Yu Deukgong jako pierwszy napisał studium państwa Balhae jako części historii Korei i wprowadził termin „Okres Północy i Południa” do określenia czasów kiedy Silla i Balhae istniały obok siebie.

## Okres Goryeo
Królestwo Goryeo (także Koguryŏ, Koryo) zostało założone w roku 918. W latach 935–936 było dominującą siłą w regionie. Nazwa Goryeo jest skróconą wersją Goguryeo, a także źródłem angielskiej, a następnie polskiej, nazwy państwa Korea. Państwo to istniało aż do roku 1392. Do tego czasu skodyfikowano prawa, a także utworzono urzędy. Rozpowszechnił się buddyzm. W roku 1231 Mongołowie dokonali ataku na Koreę i po 25 latach walk rodzina królewska poddała kraj i podpisała rozejm. Przez następne 100 lat w Goryeo panowali Mongołowie. W latach 40. XIII w. Imperium mongolskie gwałtownie chyliło się ku upadkowi ze względu na walki wewnętrzne w państwie. Król Gongmin uzyskał pewne prawa i zreformował rząd Goryeo. Jednymi z problemów jakimi musiał zająć się ten władca było pozbycie się promongolskich arystokratów i oficerów wojskowych, naprawienie stosunków pomiędzy buddystami a konfucjanistami oraz określenie zasięgu ziem królestwa. Dużym problemem byli także dobrze zorganizowani japońscy piraci, którzy coraz śmielej wdzierali się w głąb lądu. Rozwiązaniem ostatniego problemu zajął się generał Yi Seong-gye, który odparł ataki piratów w serii zwycięskich potyczek. Zwycięstwa te dały mu siłę a także spore wsparcie by w 1392 r. sięgnąć po koronę i zakończyć okres Goryeo.

## Dynastia Joseon

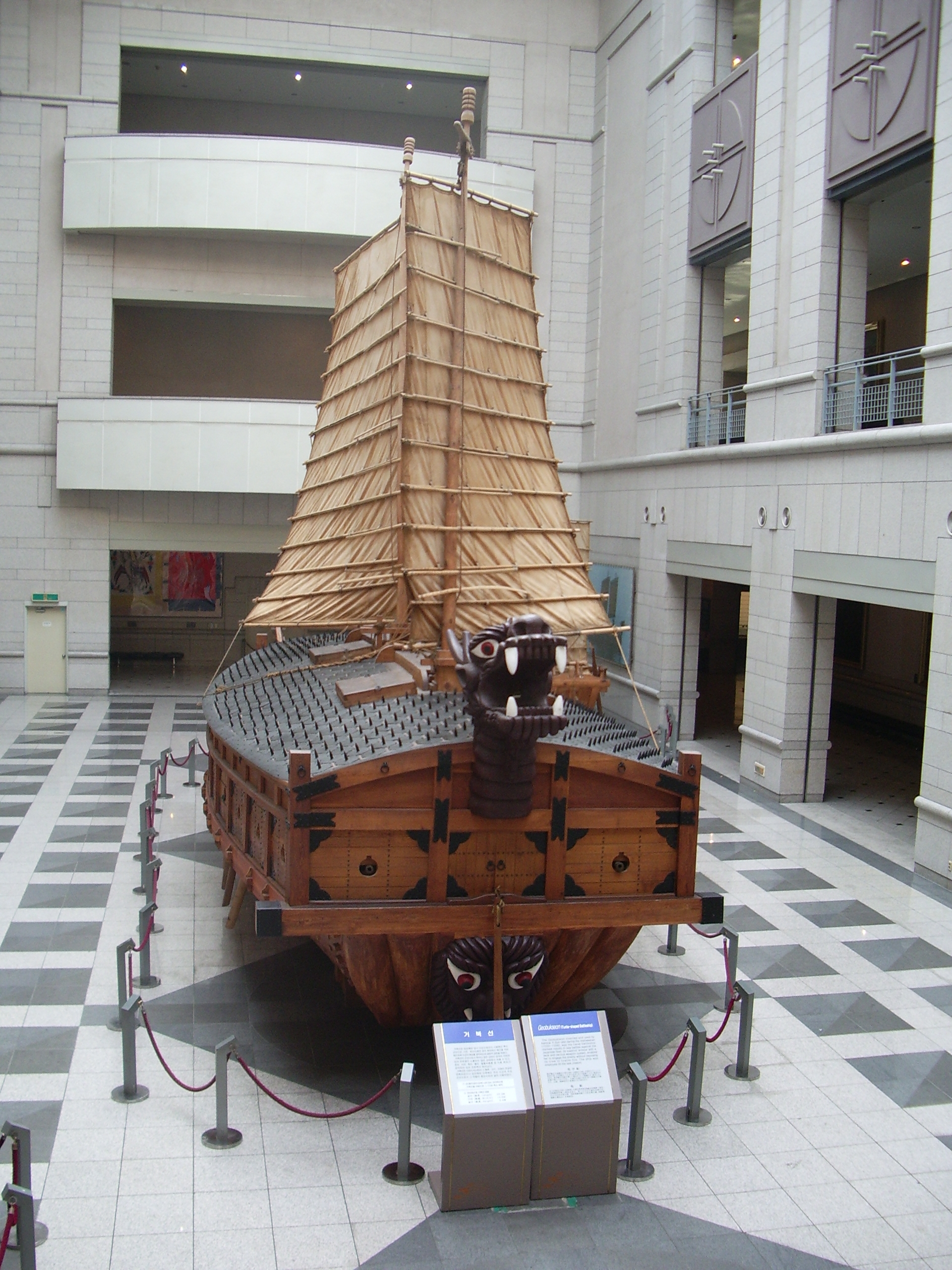
Replika Geobukseon "Żółwiego okrętu" klasy koreańskich okrętów wojennych stworzonej podczas Wojny Imjin

W 1392 koreański generał Yi Seong-gye został wysłany do Chin z kampanią przeciwko dynastii Ming, ale zamiast tego przyłączył się do Chińczyków i powrócił by obalić króla Goryeo i założyć nową dynastię. W 1394 roku dynastia Joseon przeniosła stolicę do Hanseongu (dawniej Hanyang; dziś Seul) i przyjęła konfucjanizm jako religię państwową, pozbawiając wpływów i siły buddyzmu. Podczas tego okresu wprowadzono w 1443 r. nowe pismo koreańskie hangeul. Joseon, jak zwana była tamtych czasach Korea, w latach 1592-1598 (wojna Imjin) prowadziło walki z najeźdźcami japońskimi. Dzięki admirałowi Yi Sun-sin inwazja Japończyków nie udała się. Po odparciu ataków Mandżurii w 1627 oraz 1636, dynastia związała się z imperium dynastii Qing. Korea utrzymywała stosunki handlowe z Japonią i wysyłała, od czasu do czasu, misje do stolicy Edo w Japonii. Europejczycy nie mogli handlować z koreańskimi portami aż do lat 80. XIX wieku. Polityka wewnętrzna kraju była nękana walkami o wpływy biurokratów konfucjańskich. Czyniono nieskuteczne wysiłki by przedstawić Korei zachodnią technologię poprzez misje jezuickie w Pekinie. Ludność obszarów wiejskich cierpiała głód i wyzysk, co stanowiło bodziec do masowych ucieczek z kraju do Mandżurii.

## XIX wiek
W XIX w. Korea próbowała kontrolować otwieranie się na handel z zagranicą i wpływ obcych. Jedną z dróg było zamykanie granic przed wszystkimi krajami prócz Chin. W 1853 r. Amerykanie na statku wojennym USS South America przez 10 dni wizytowali Busan i nawiązali dobre stosunki z lokalnymi władzami koreańskimi. W 1871 roku Stany Zjednoczone po raz pierwszy przeprowadziły akcję wojskową w Korei (wcześniej, w 1866 interwencję zbrojną przeprowadziła Francja). Gwałtownie unowocześniająca się Japonia zmusiła Koreę do otwarcia portów i zwyciężyła Imperium Qingów (Chiny), które głosiło niepodległość Korei w pierwszej wojnie chińsko-japońskiej (1894–1895). Na mocy traktatu z Shimonoseki (1895) Chiny ostatecznie zrzekły się zwierzchności i uznały niepodległość Korei. W 1897 r. Joseon zmieniło nazwę na Daehan Jeguk (Cesarstwo Koreańskie), a król Gojong został cesarzem Gojong.

## XX wiek
Korea nie była w stanie odeprzeć ataków Japończyków, z wyjątkiem walk partyzanckich w górach. 25 lipca 1905 roku, wskutek wojny rosyjsko-japońskiej (1904–1905), została protektoratem japońskim. W 1910 kraj został oficjalnie zajęty przez Japonię. Rozpoczął się długi okres okupacji. Wszelka działalność polityczna została zakazana, stopniowo kraj ulegał japonizacji. 1 marca 1919, po ogłoszeniu „deklaracji niepodległości”, wybuchły w Seulu antyjapońskie zamieszki. Ruch niepodległościowy został krwawo stłumiony przez japońskie wojsko i policję. Opór Koreańczyków przeciwko japońskim rządom organizował Koreański Rząd Tymczasowy w latach 1919–1945. Podczas II wojny światowej mężczyźni byli werbowani siłą do japońskiej armii (chociaż zdarzały się przypadki kolaboracji) lub do policji porządkowej. Jednak mimo wysiłków okupantów, Koreańczycy licznie dezerterowali. Jedną ze zbrodni jakie wyrządzono narodowi koreańskiemu było zmuszanie siłą przez Japończyków tysięcy kobiet do prostytucji (tzw. ilbon wianbu, kor. 일본 위안부). Okupanci dopuszczali się również aktów ludobójstwa wobec ludności koreańskiej.
Na terenie Korei istniał ogólnokrajowy ruch oporu (szczególnie silna była komunistyczna partyzantka Kim Ir Sena). Istniał również koreański rząd na uchodźstwie z m.in. Li Syng Manem na czele.
Na Konferencji w Kairze w 1943 podjęto decyzję o przywróceniu Korei pełnej niepodległości. Okupacja japońska zakończyła się w 1945, wraz z wkroczeniem Armii Czerwonej od północy, zaś wojska amerykańskie zajęły południową część kraju. Wzdłuż 38 równoleżnika powstała linia demarkacyjna, która stała się przyczyną powojennego podziału półwyspu na dwa zwaśnione państwa koreańskie. 15 sierpnia 1948 w strefie amerykańskiej powstała Republika Korei (Korea Południowa) z Li Syng Manem jako prezydentem, zaś 9 września tegoż roku w strefie radzieckiej Koreańska Republika Ludowo-Demokratyczna (Korea Północna) z Kim Ir Senem na czele.
Sytuacja na Południu pozostawała głęboko niestabilna, a w 1948 na wyspie Czedżu wybuchło zbrojne powstanie. Li rozpoczął próbę stabilizacji kraju drogą likwidacji opozycji względem jego rządów – do więzień trafiło ponad 30 000 domniemanych komunistów i około 300 000 podejrzanych o sympatyzowanie z komunistami lub jakimikolwiek grupami opozycyjnymi. Destabilizacja Południa i coraz większa chęć Północy na zjednoczenie kraju doprowadziła w 1950 roku do inwazji wojsk KRLD na Południe. Siły Północy szybko pokonały szereg oddziałów Południa i zdobyły Seul. Rząd Południa zwrócił się o pomoc do ONZ, która zgodziła się wysłać do Korei oddziały wojskowe (głównie amerykańskie), wspierające odtąd siły południowe w walce z Północą. Interwencja oddziałów ONZ nie przyniosła spodziewanych rezultatów na skutek włączenia się do wojny Chin, które wsparły komunistów. Rozejm został podpisany w 1953 przez przedstawicieli Korei Północnej, Chin Ludowych oraz ONZ-etu. Nieobecność i brak podpisu przedstawiciela Korei Południowej stanowił przez długie lata pretekst dla KRLD do odmowy rozpoczęcia rozmów pokojowych z Południem, które dla Koreańczyków z Północy nie było stroną konfliktu.

### Korea Południowa
W 1953 Korea Południowa zawarła z USA układ o wzajemnej obronie, na którego mocy na jej terytorium do dziś stacjonują wojska amerykańskie. Po wycofaniu się wojsk północnokoreańskich z terenów Południa doszło do czystek skierowanych w stronę domniemanych komunistów (według komisji rządu Południa zabitych zostało co najmniej 100 000 ludzi lecz tamtejsze organizacje cywilne utrzymują, że liczba zabitych mogła wynosić nawet 1 200 000 ofiar). Władza w powojennym kraju w dalszym ciągu należała do Li Syng Mana. W 1960 roku doszło do masowych protestów studenckich przeciwko jego rządom, które coraz większej liczbie obywateli kojarzyły się z korupcją i brutalnymi metodami sprawowania władzy. Protesty te zmusiły Li do rezygnacji z urzędu. 16 maja 1961 roku armia dokonała zamachu stanu, na czele nowych władz wojskowych stanął generał Park Chung-hee. W 1963 objął on stanowisko prezydenta i na następnych 16 lat wprowadził ścisłą juntę wojskową, która limitowała prawa i wolności obywatelskie oraz dławiła ruchy opozycyjne. Rządzona przez juntę Korea Południowa była jednym z najbliższych sojuszników USA w Azji. Od 1965 wojska południowokoreańskie walczyły po stronie USA w wojnie wietnamskiej. Kolejna fala masowych protestów rozpoczęła się w 1974 roku, a opór społeczeństwa narastał, aż do chwili, gdy 26 października 1979 Park Chung-hee został zastrzelony przez szefa służb specjalnych. Po zamachu nowym prezydentem został Choi Kyu-ha, który z czasem rozpoczął liberalizację reżimu – uwolnił więźniów politycznych oraz zapowiedział serię reform instytucjonalnych. Za prezydentury Choi Kyu-ha nasiliły się protesty społeczne, zwłaszcza studenckie. W mieście Kwangju w 1980 wybuchło powstanie, które stłumiła armia (masakra w Kwangju). W ciągu 9 dniowych walk zginęło od 200 do 2000 osób, a ok. 1000 odniosło rany. Prezydent 16 sierpnia 1980 podał się do dymisji.
Skompromitowanego Choi Kyu-ha zastąpił szef wywiadu wojskowego, generał Chun Doo-hwan, który 27 sierpnia 1980 objął urząd prezydenta i sprawował władzę dyktatorską przez 7 lat. W okresie jego rządów doszło do wzmożonego rozwoju gospodarczego. W czerwcu 1987, Chun Doo-hwan oznajmił, że sam wyznaczy następnego prezydenta. Decyzja ta wywołała lawinę protestów społecznych w całym kraju. W Seulu studenci toczyli regularne bitwy z policją. W obliczu masowych demonstracji społecznych prezydent zmienił zdanie, godząc się na przeprowadzenie wyborów prezydenckich. Wybory wygrał generał Roh Tae-woo. Nowy prezydent zainicjował proces pojednania narodowego. Udało mu się pozyskać do współpracy jednego z liderów opozycji Kim Young-sama. W 1988 roku weszła w życie demokratyczna konstytucja i odbyły się demokratyczne wybory do parlamentu. Zmianom uległa też polityka zagraniczna Korei Południowej, z którą w 1990 roku stosunki dyplomatyczne nawiązały państwa Układu Warszawskiego, w tym ZSRR. Dwa lata później Korea Południowa nawiązała też stosunki z Chińską Republiką Ludową. W 1997 w wyborach prezydenckich zwyciężył Kim Dae-jung. Ogłosił on pomoc materialną dla Korei Północnej i rozpoczął próby pojednania i nawiązania współpracy gospodarczej i politycznej. W 2000 doszło do spotkania północnokoreańskiego przywódcy Kim Dzong Ila i prezydenta Kim Dae-junga, które zostało odebrane jako zapowiedź zjednoczenia w przyszłości obu krajów. Tzw. słoneczna polityka była podstawą rządów jego i jego następcy Roh Moo-hyuna, po czym została zarzucona przez kolejnego prezydenta, Lee Myung-baka.

### Korea Północna
Po zakończeniu wojny Kim Ir Sen rozpoczął wprowadzanie w życie idei dżucze. Sytuacja polityczno-gospodarcza KRLD pozostała skomplikowana ze względu na zachodzący rozłam radziecko-chiński i na skutek zerwania z polityką stalinizmu przez przywódcę ZSRR. ZSRR skrytykował KRLD za nieprzeprowadzenie procesu destalinizacji a protesty przeciwko stalinizmowi w Korei rozpoczęły się w samej partii rządzącej. Choć początkowo Kim obiecał przeprowadzić bardziej liberalne reformy, po pewnym czasie zarzucił ten pomysł a opozycja partyjna została usunięta z organów władzy. Na początku lat 60. rząd KRLD skrytykował zarówno przywódców radzieckich jak i chińskich, na co ZSRR zareagował odcięciem pomocy dla tego kraju.
W latach 80. Kim ożywił prowadzone od 1971 roku negocjacje z Koreą Południową i podpisał z Koreą Południową układ o pojednaniu i nieagresji. W latach 60. i 70., przy pomocy centralnie sterowanej ekonomii, Korei Północnej udawało się utrzymać względnie wysoki wzrost gospodarczy. Gospodarka północnokoreańska do późnych lat 70. była uznawana za silniejszą od południowokoreańskiej. Poważne kłopoty zaczęły się w latach 90., kiedy silnym ciosem okazał się rozpad ZSRR i związane z tym zerwanie strategicznych umów handlowych. Rozwiązanie ZSRR skłoniło KRLD do nieznacznej liberalizacji gospodarki. W 1991 roku z inicjatywy Kima powstała Specjalna Strefa Ekonomiczna Rajin-Sonbong znajdująca się przy granicy z Chinami i Rosją. Równocześnie Kim stale rozwijał armię która w 1992 roku liczyła już milion żołnierzy.
W lipcu 1994 Kim Ir Sen zmarł, a faktycznym przywódcą Korei Północnej stał się jego syn, Kim Dzong Il. Po objęciu przez niego funkcji przewodniczącego partii rozpoczął się kurs zmian ideologicznych a w maju 1998 roku po raz pierwszy poinformowano o doktrynie Songun, która później została oficjalnie przyjęta jako doktryna partyjna. W latach 90. rząd KRLD musiał zmierzyć się z klęską głodu, która ogarnęła kraj w latach 1995–1999. Kim, po coraz większych problemach żywnościowych, zwrócił się o pomoc do ONZ, która w 1998 roku przekazała Korei swoją pomoc, co w znacznej mierze przyczyniło się do zatrzymania klęski głodu. W 2009 roku rząd KRLD przyjął nową konstytucję, w której usunięto słowo „komunizm” (co stanowi część północnokoreańskiej polityki wycofania się z odwołań do tej ideologii). Kim Dzong Il rozwijał założoną przez jego ojca Specjalną Strefę Ekonomiczną Rajin-Sonbong, która według jego rządu miała od 1996 roku przyciągnąć inwestycje o wartości ponad 300 mln USD i stanowić dogodne miejsce lokaty kapitału a w 2002 roku rządy obu Korei utworzyły wspólny Obszar Przemysłowy Kaesŏng na terytorium Korei Północnej. Po śmierci Kim Dzong Ila (17 grudnia 2011) nowym przywódcą partii i państwa ogłoszony został jego syn Kim Dzong Un. Jeszcze przed objęciem władzy przez Dzong Una doszło do kilku incydentów na linii Północ-Południe które spowodowały ponowne pogorszenie się relacji.

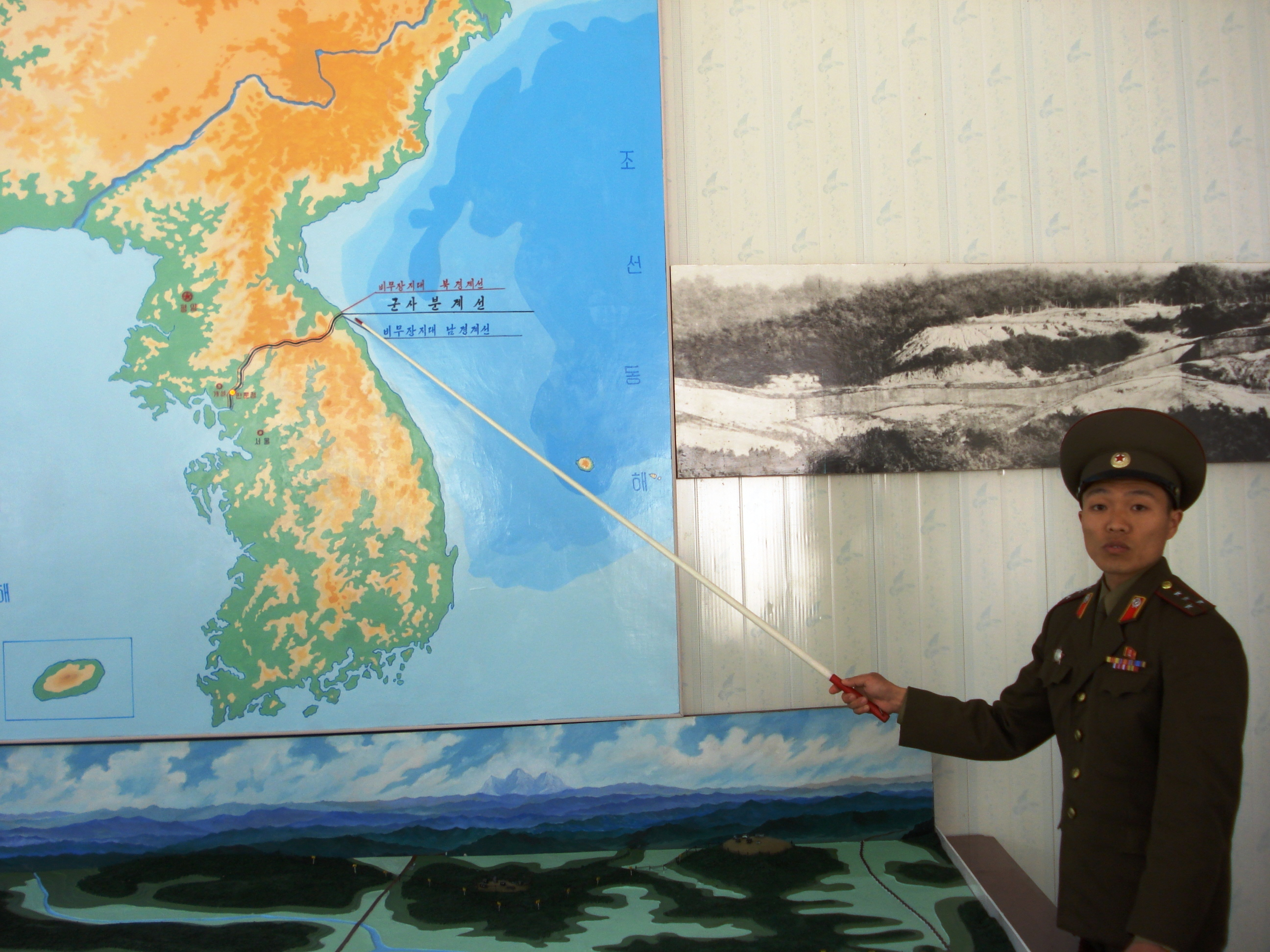
Żołnierz Koreańskiej Armii Ludowej na mapie Korei wskazuje położenie strefy zdemilitaryzowanej

### Kwestia możliwego zjednoczenia kraju
Władze obu krajów bardzo poważnie podchodzą do kwestii zjednoczenia. Szereg rozmów na temat zjednoczenia obu państw koreańskich miało już miejsce, żadna z nich nie przyniosła rozwiązania, głównie ze względu na różnice ideologiczne i polityczne. W świadomości Koreańczyków jednakże nie ginie myśl o kulturowej i narodowej bliskości obu państw, a wiele rodzin podzielonych jest sztuczną granicą. Należy zauważyć, że od czasu formalnego zakończenia wojny koreańskiej w 1953 obie Koree nie podpisały traktatu pokojowego, a więc oficjalnie są jeszcze w stanie wojny. Przeszkodą w ponownym zjednoczeniu może być także strach samych Koreańczyków przed potencjalnymi problemami, jakie mogą z tego wyniknąć. Obie Koree rozwijają się niezależnie, toteż ich gospodarka znajduje się na różnym poziomie.